# 克孜勒
克孜勒（直译：红色）是俄羅斯圖瓦共和國首府。為清朝歷史地域唐努烏梁海的一部分。位於大小葉尼塞河匯合處。人口109918（2010年）。

## 歷史
建於1914年，命名为别洛察尔斯克（直译：白沙皇城）。1918年改名肯木毕齐尔（直译：河流汇合处，又译“克木毕齐尔”）。1926年改现名，是图瓦语中「紅色」之意。

## 地理
大叶尼塞河和小叶尼塞河在此交汇成为叶尼塞河。克孜勒据称位于亚洲的地理中心（有争议）。因此，在该市建有亚洲中心纪念碑。

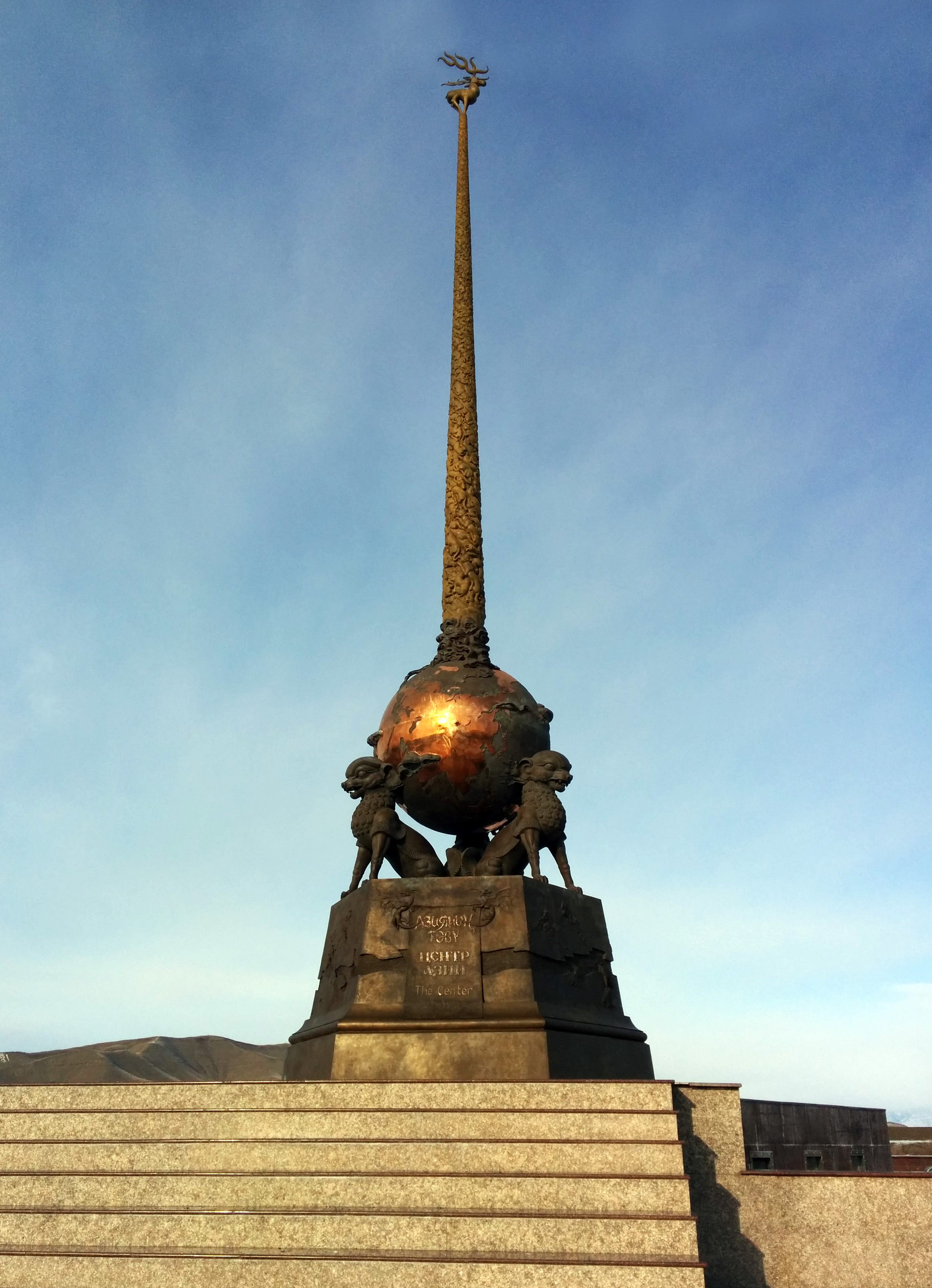
亚洲中心纪念碑

## 交通
市内建有克孜勒机场。此外，有一条从克拉斯诺亚尔斯克边疆区库拉吉诺到克孜勒的铁路正在修建。

## 气候
克孜勒属于温带半干旱气候。夏季平均气温约为25°C，冬季平均气温为-20°C，年平均降水量仅为218毫米。